# Чукали-на-Вежні
Чукали́-на-Вежні́ (рос. Чукалы-на-Вежне, ерз. Ало Чукало) — село у складі Атяшевського району Мордовії, Росія. Входить до складу Козловського сільського поселення.

## Населення
Населення — 188 осіб (2010; 282 у 2002).
Національний склад (станом на 2002 рік):
- ерзяни — 97 %